# 마쓰시마 히토시
마쓰시마 히토시(일본어: 松島 仁, 1980년 4월 30일 ~ )는 일본의 전 축구 선수이다.

## 구단 경력
과거 시미즈 에스펄스, 방포레 고후에서 활동하였다.